# Frédéric-Christian de Danneskiold-Samsøe
Frédéric-Christian de Danneskiold-Samsøe (né le 5 juillet 1722 à Copenhague et mort le 26 mars 1778 dans la même ville) est un noble danois, comte féodal, conseiller privé, chambellan et ministre des Postes.

## Biographie
Ses parents sont le comte Christian de Danneskiold-Samsøe (de) (1702-1728) et Conradine Christiane Friis (1699-1723). La famille remonte au comte Christian Gyldenløve (1674-1703), fils illégitime du roi danois Christian V et de sa maîtresse Sophie-Amélie Moth (de).
Frédéric-Christian de Danneskiold-Samsøe commence sa carrière professionnelle en 1740 comme officier de cavalerie. En 1748, il est promu lieutenant-colonel. En 1752, il prend la charge de ministre des Postes. En 1754, il devient directeur principal du monastère de femmes nobles de Gisselfeld près de Haslev sur l'île de Sélande. En 1758, il est nommé conseiller privé. En 1771, le ministre de l'époque Johann Friedrich Struensee le démet de ses fonctions. Frédéric-Christian de Danneskiold-Samsøe est mort à Copenhague en 1778. Sa tombe se trouve dans l'église Notre-Dame de Copenhague. Après sa mort, sa veuve continue à diriger le monastère des femmes nobles
Le premier mariage de Frédéric-Christian de Danneskiold-Samsøe depuis 1749 est avec Nicoline Rosenkrantz (1721-1771) et son deuxième mariage depuis 1773 est avec Friederike Louise von Kleist (1747-1814). Son fils est le comte féodal Christian-Conrad de Danneskiold-Samsøe (1774-1823) et sa petite-fille la comtesse Louise-Sophie de Danneskiold-Samsøe (1796-1867) est duchesse de Schleswig-Holstein-Sonderbourg-Augustenbourg par mariage.

## Honneurs
- 1749 : Chevalier de l'ordre de Dannebrog
- 1763 : Chevalier de l'ordre de l'Éléphant